# Pablo Lavallén
Pablo Lavallén, de son nom complet Pablo Hernán Lavallén, est un footballeur argentin né le 7 septembre 1972. Il évoluait au poste de défenseur avant de devenir entraîneur.

## Biographie

### Joueur
Pablo Lavallén commence sa carrière avec River Plate en 1991,.
Il remporte avec River la Copa Libertadores 1996.
En 1996, il rejoint le club mexicain de l'Atlas FC,.
Lavallén est ensuite joueur du CD Veracruz en 2002,.
Après un passage au CA Huracán, il est transféré au San Luis FC,.
Lors des années 2004 et 2005, Lavallén revient sous les couleurs du CA Huracán,.
Il est joueur également du Coyotes de Sonora (en) de 2005 à 2006,.
Après une dernière saison en 2007 à Huracán, il raccroche les crampons,.
Il fait partie du groupe argentin médaillé d'argent aux Jeux olympiques d'été de 1996.

### Entraîneur
Il poursuit une carrière d'entraîneur après sa carrière de joueur.

## Palmarès
| River Plate - Copa Libertadores (1) : - Vainqueur : 1996. |  | Argentine olympique - Jeux olympiques : - Argent : 1996. |